# Горняк (футбольный клуб, Павлоград)
«Горняк» (укр. Футбольний клуб "Горняк") — украинский футбольный клуб из Павлограда, Днепропетровской области. Выступал в Кубке Украины 1992/1993, чемпионате Украины в сезоне 1997/98.

## История
В советское время «Горняк» выступал на любительском уровне. В 1992 году команда завоевала Кубок области, что дало ей право выступить в розыгрыше Кубка Украины. В этом турнире павлоградцы не смогли пройти первый раунд, уступив кировоградской «Звезде» 0:3.
В сезоне 1997/98 «Горняк» принял участие в первенстве Украины среди команд второй лиги. Заняв итоговое 15-е место, павлоградская команда должна была отстаивать своё место во второй лиге в соперничестве с «Шахтёром» (Горловка). Уступив в первом поединке 1:2, «Горняк» отказался от участия во втором матче и потерял место во второй лиге.

## Достижения
Вторая лига Украины:
- 15 место (1): 1997/98

Чемпионат области:
- Серебряный призёр (2): 1993/94, 1994/95

Кубок области:
- Обладатель (1): 1992
- Финалист (2): 1997

## Статистика выступлений в чемпионате Украины
| Сезон   | Чемпионат       | Чемпионат | Чемпионат | Чемпионат | Чемпионат | Чемпионат | Чемпионат | Чемпионат | Кубок       | Кубок | Кубок | Кубок | Кубок | Кубок | Кубок | Примечание |
| Сезон   | Лига            | Место     | И         | В         | Н         | П         | М         | О         | Этап        | И     | В     | Н     | П     | М     | О     | Примечание |
| ------- | --------------- | --------- | --------- | --------- | --------- | --------- | --------- | --------- | ----------- | ----- | ----- | ----- | ----- | ----- | ----- | ---------- |
| 1989    | КФК Зона 6      | 9 из 13   | 24        | 7         | 5         | 12        | 21−23     | 19        | —           | —     | —     | —     | —     | —     | —     |            |
| 1990    | КФК Зона 6      | 10 из 15  | 28        | 8         | 8         | 12        | 29−46     | 24        | —           | —     | —     | —     | —     | —     | —     |            |
| 1991    | КФК Зона 6      | 14 из 16  | 30        | 6         | 8         | 16        | 24−40     | 20        | —           | —     | —     | —     | —     | —     | —     |            |
| 1992/93 | КФК Зона 4      | 6 из 14   | 26        | 9         | 13        | 4         | 31−22     | 31        | 1/64 финала | 1     | 0     | 0     | 1     | 0−3   | 0     |            |
| 1993/94 | КФК Зона 5      | 9 из 14   | 26        | 8         | 8         | 10        | 30−27     | 24        | —           | —     | —     | —     | —     | —     | —     |            |
| 1997/98 | Вторая Группа В | 15 из 17  | 30        | 6         | 6         | 18        | 30−58     | 24        | —           | —     | —     | —     | —     | —     | —     |            |
| Всего   | Вторая          | 1 сезон   | 30        | 6         | 6         | 18        | 30−58     | 18        | >1 сезон    | 1     | 0     | 0     | 1     | 0−3   | 0     |            |